# Naomi Chapman Woodroof
 Naomi Chapman Woodroof  (* 5. Februar 1900 in Idaho; † 4. Januar 1989 im Spalding County, Georgia) war eine US-amerikanische Phytopathologin. Sie gehörte zu den ersten beiden Frauen in den USA, die einen Abschluss in Landwirtschaft erhielten. Sie war die erste Absolventin des College of Agriculture der University of Idaho und die erste Wissenschaftlerin an der Georgia Experiment Station und der Coastal Plain Experiment Station.

## Leben und Werk
Chapman Woodroof arbeitete als Kind auf der Schaf- und Rinderfarm ihrer Eltern in Idaho und überquerte täglich mit dem Ruderboot den Snake River, um zur Schule zu gehen. Nach ihrem Abschluss in Tierhaltung an der University of Idaho fand sie keine Stellen für Frauen in diesem Bereich und studierte dann Pflanzenpathologie. 1924 erhielt sie an der University of Idaho einen Master-Abschluss.
Obwohl die University of Georgia und andere südliche Universitäten weder Frauen als Studenten noch als Fakultäten akzeptierten, gab es in der Georgia Experiment Station in Griffin keine solchen Richtlinien. Sie forschte dort als Assistenzbiologin und ihre erste Aufgabe war es an der Wurzelkrankheit der Baumwollsämlinge zu arbeiten. Sie identifizierte diese und entwickelte eine Methode zur Bekämpfung. Sie wurde dann beauftragt, an einem Pekannuss-Projekt zu arbeiten. Dort lernte sie ihren späteren Ehemann Jasper „Guy“ Woodroof kennen und die beiden begannen gemeinsam mit der Erforschung von Pekannüssen. Sie suchten insbesondere nach den Möglichkeiten, um Krankheiten zu reduzieren und veröffentlichten mehrere Artikel über das Wachstum und die Entwicklung der Pekannusswurzel. Nach der Heirat zog Chapman Woodroof ihre drei Kinder auf und lehnte ein Promotionsstipendium des Missouri Botanical Garden in St. Louis, Missouri, ab, um ihren Ehemann bei seiner Promotion in Michigan zu unterstützen. Als dieser 1933 zum ersten Präsidenten des Abraham Baldwin Agricultural College ernannt wurde, zogen sie nach Tifton in Georgia, wo sie wieder bei der University of Georgia angestellt wurde. Sie veröffentlichte hier Forschungsergebnisse zur Erdnussblattfleckenkrankheit und gründete an der Coastal Plain Experiment Station die Abteilung für Pflanzenpathologie der University of Georgia. Sie entwickelte neue Erdnusssorten und Methoden zur Krankheitsbekämpfung, die zu einer Verfünffachung der Erdnusserträge führten und eine wichtige Rolle beim Übergang von Erdnüssen als Schweinefutter zu einer Nahrungspflanze für den menschlichen Verzehr spielte, was die Erdnussindustrie nicht nur in Georgia veränderte.
Nach ihrer Pensionierung im Jahr 1967 unternahm sie mit ihrem Ehemann ausgedehnte Reisen in andere Länder, wo sie zur Steigerung des Ertrags, zur Bekämpfung von Krankheiten, zur Verarbeitung, Verpackung, Lagerung und zum Versand von Lebensmitteln berieten. In den 1970er Jahren besuchte das Paar China im Rahmen des People-to-People-Programms. Sie hielt während dieser Reise Vorträge über Erdnüsse. In Argentinien arbeiteten sie mit Bauern zusammen, um die besten Möglichkeiten für den Versand von Birnen zu ermitteln, und in Russland optimierten sie mit Landwirtschaftsgruppen den Transport von Blattgemüse per Lkw und Zug.

## Auszeichnungen
Chapman Woodroof war die erste Frau, die 1997 in die Georgia Agricultural Hall of Fame aufgenommen wurde und auf der Ehrenliste der angesehenen Bürger von Georgia steht. Auf dem heutigen Griffin-Campus der University of Georgia steht der Pavillon, in dem die landwirtschaftlichen Produkte aus Georgia während der Olympischen Sommerspiele 1996 in Atlanta ausgestellt wurden, weiterhin als Naomi Chapman Woodroof Agricultural Pavilion.